# Quetteville
Quetteville est une commune française située dans le département du Calvados en région Normandie, peuplée de 398 habitants.

## Géographie

### Localisation
| Genneville                          | Genneville, Manneville-la-Raoult (Eure)    | Manneville-la-Raoult (Eure) |
| Genneville, Saint-Benoît-d'Hébertot | Quetteville                                | Beuzeville (Eure)           |
| Saint-Benoît-d'Hébertot             | Saint-Benoît-d'Hébertot, Beuzeville (Eure) | Beuzeville (Eure)           |

### Hydrographie
La commune est située dans le bassin Seine-Normandie. Elle est drainée par la Morelle, le ruisseau de la Fontaine Saint-Laurent, le fossé 02 de la commune de Quetteville, le cours d'eau 01 de la commune de Genneville, le cours d'eau 01 de la commune de Saint-Benoit-D'Hebertot et le fossé 01 de la commune de Quetteville,,.
La Morelle, d'une longueur de 18 km, prend sa source dans la commune de Beuzeville et se jette  dans la Seine à Honfleur, après avoir traversé huit communes. 

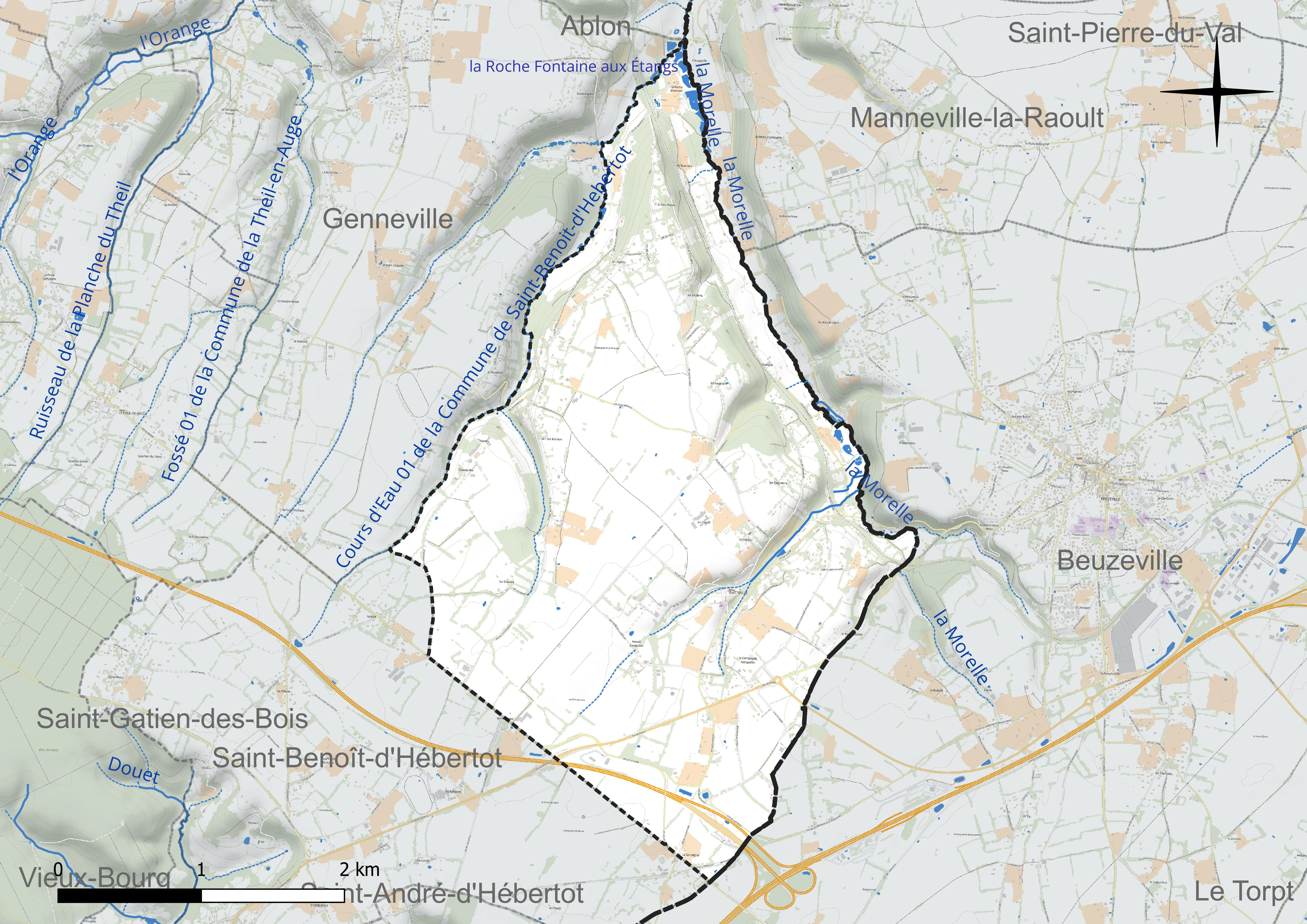
Réseau hydrographique de Quetteville.

Un plan d'eau complète le réseau hydrographique : la Roche la fontaine aux étangs (0,3 ha),.

### Climat
Pour des articles plus généraux, voir Climat de la Normandie et Climat du Calvados.
En 2010, le climat de la commune est de type climat océanique franc, selon une étude du CNRS s'appuyant sur une série de données couvrant la période 1971-2000. En 2020, Météo-France publie une typologie des climats de la France métropolitaine dans laquelle la commune est exposée à un climat océanique et est dans la région climatique Côtes de la Manche orientale, caractérisée par un faible ensoleillement (1 550 h/an) ; forte humidité de l'air (plus de 20 h/jour avec humidité relative > 80 % en hiver), vents forts fréquents. Parallèlement le GIEC normand, un groupe régional d'experts sur le climat, différencie quant à lui, dans une étude de 2020, trois grands types de climats pour la région Normandie, nuancés à une échelle plus fine par les facteurs géographiques locaux. La commune est, selon ce zonage, exposée à un « climat contrasté des collines », correspondant au Pays d'Auge, Lieuvin et Roumois, moins directement soumis aux flux océaniques et connaissant toutefois des précipitations assez marquées en raison des reliefs collinaires qui favorisent leur formation.
Pour la période 1971-2000, la température annuelle moyenne est de 10,3 °C, avec  une amplitude thermique annuelle de 12,7 °C. Le cumul annuel moyen de précipitations est de 892 mm, avec 13,2 jours de précipitations en janvier et 8,7 jours en juillet. Pour la période 1991-2020, la température moyenne annuelle observée sur la station météorologique la plus proche, située sur la commune de Boulleville à 7 km à vol d'oiseau, est de 11,3 °C et le cumul annuel moyen de précipitations est de 851,2 mm,. Pour l'avenir, les paramètres climatiques de la commune estimés pour 2050 selon différents scénarios d'émission de gaz à effet de serre sont consultables sur un site dédié publié par Météo-France en novembre 2022.

## Urbanisme

### Typologie
Au 1er janvier 2024, Quetteville est catégorisée commune rurale à habitat dispersé, selon la nouvelle grille communale de densité à 7 niveaux définie par l'Insee en 2022.
Elle appartient à l'unité urbaine de Honfleur, une agglomération inter-départementale dont elle est une commune de la banlieue,. La commune est en outre hors attraction des villes,.

### Occupation des sols
L'occupation des sols de la commune, telle qu'elle ressort de la base de données européenne d'occupation biophysique des sols Corine Land Cover (CLC), est marquée par l'importance des territoires agricoles (91,2 % en 2018), une proportion identique à celle de 1990 (91,2 %). La répartition détaillée en 2018 est la suivante : 
prairies (74,2 %), terres arables (14 %), forêts (8,8 %), zones agricoles hétérogènes (3 %). L'évolution de l'occupation des sols de la commune et de ses infrastructures peut être observée sur les différentes représentations cartographiques du territoire : la carte de Cassini (XVIIIe siècle), la carte d'état-major (1820-1866) et les cartes ou photos aériennes de l'IGN pour la période actuelle (1950 à aujourd'hui).

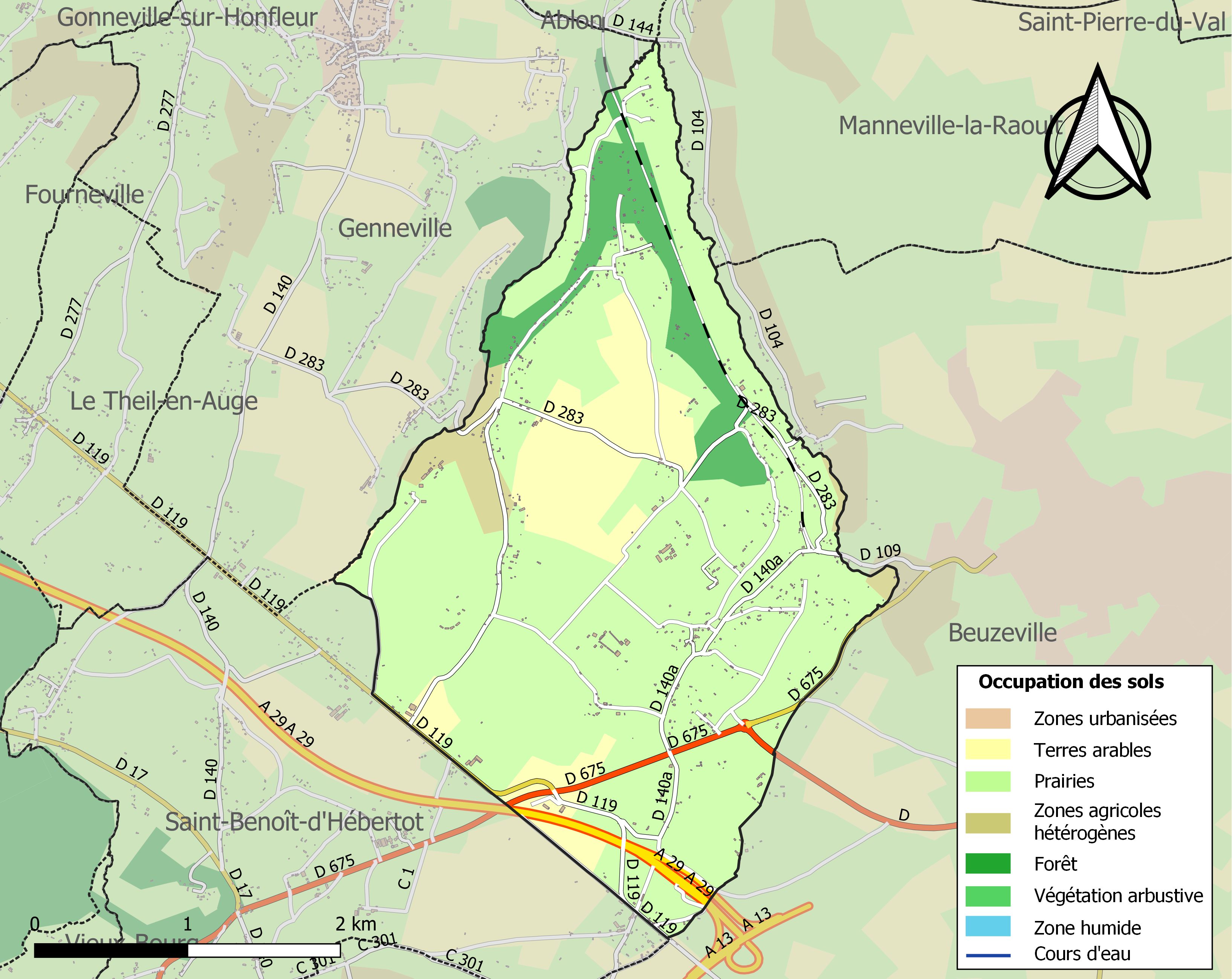
Carte des infrastructures et de l'occupation des sols de la commune en 2018 (CLC).

## Toponymie
Le toponyme est attesté sous la forme Ketelvilla en 1203. Il est issu de l'anthroponyme scandinave Ketill et du latin villa par l'ancien français ville dans son sens originel de « domaine rural »,.
Le gentilé est Quettevillais.

## Politique et administration
| Période                                  | Période      | Identité       | Étiquette | Qualité     |
| ---------------------------------------- | ------------ | -------------- | --------- | ----------- |
| juin 1995                                | juillet 2020 | Jean Dumont    | SE        | Agriculteur |
| juillet 2020                             | En cours     | Richard Griset | SE        |             |
| Les données manquantes sont à compléter. |              |                |           |             |

Le conseil municipal est composé de onze membres.

## Démographie
L'évolution du nombre d'habitants est connue à travers les recensements de la population effectués dans la commune depuis 1793. Pour les communes de moins de 10 000 habitants, une enquête de recensement portant sur toute la population est réalisée tous les cinq ans, les populations de référence des années intermédiaires étant quant à elles estimées par interpolation ou extrapolation. Pour la commune, le premier recensement exhaustif entrant dans le cadre du nouveau dispositif a été réalisé en 2005.
En 2022, la commune comptait 398 habitants, en évolution de +6,13 % par rapport à 2016 (Calvados : +1,58 %, France hors Mayotte : +2,11 %).
Quetteville a compté jusqu'à 676 habitants en 1806.
| 1793 | 1800 | 1806 | 1821 | 1831 | 1836 | 1841 | 1846 | 1851 |
| ---- | ---- | ---- | ---- | ---- | ---- | ---- | ---- | ---- |
| 498  | 587  | 676  | 610  | 655  | 601  | 618  | 639  | 617  |

| 1856 | 1861 | 1866 | 1872 | 1876 | 1881 | 1886 | 1891 | 1896 |
| ---- | ---- | ---- | ---- | ---- | ---- | ---- | ---- | ---- |
| 604  | 621  | 540  | 538  | 529  | 504  | 508  | 511  | 464  |

| 1901 | 1906 | 1911 | 1921 | 1926 | 1931 | 1936 | 1946 | 1954 |
| ---- | ---- | ---- | ---- | ---- | ---- | ---- | ---- | ---- |
| 425  | 443  | 438  | 402  | 439  | 403  | 381  | 364  | 338  |

| 1962 | 1968 | 1975 | 1982 | 1990 | 1999 | 2005 | 2006 | 2010 |
| ---- | ---- | ---- | ---- | ---- | ---- | ---- | ---- | ---- |
| 311  | 303  | 251  | 221  | 263  | 295  | 360  | 367  | 375  |

| 2015 | 2020 | 2022 | - | - | - | - | - | - |
| ---- | ---- | ---- | - | - | - | - | - | - |
| 375  | 399  | 398  | - | - | - | - | - | - |

## Lieux et monuments
- L'église Saint-Laurent (XIe siècle, remaniée), avec sa tour carrée méridionale.
- Gare de Quetteville, ancienne gare ouverte en 1862.

De très belles propriétés, souvent sur de vastes parcelles, sont présentes sur le plateau de Quetteville.

## Personnalités liées à la commune
- Jonathan Lambert y passait régulièrement ses vacances[34].
- Fabrice Aboulker possède une maison à Quetteville[réf. nécessaire].

Alexandra Kazan y séjourne également fréquemment.